# إيرمان إليجاك
إيرمان إليجاك، (مواليد 1967، داريندي، ملاطية) هو رجل أعمال ومستثمر وملياردير، ورئيس شركة رونيسانس القابضة التركية. أغنى رجل في تركيا لعام 2019 حسب مجلة فوربس.

## سيرة شخصية
أكمل التعليم الثانوي والتعليم الثانوي في كلية TED أنقرة في عام 1985. تخرج من قسم الهندسة المدنية في جامعة الشرق الأوسط التقنية عام 1990. أكمل في جامعة فيينا للاقتصاد، وبرنامج ماجستير إدارة الأعمال بجامعة مينيسوتا في عام 2002. حصل على دكتوراه من المدرسة الدولية للإدارة في باريس عام 2011.

## الحياة العملية
بدأ حياته المهنية في العمل عندما كان طالبًا، أسس شركة Rönesans Holding في سانت بطرسبرغ في عام 1993. لا يزال السيد إيليك رئيسًا لمجلس إدارتها.
مقرها الرئيسي في أنقرة، تعمل اليوم الشركة كمقاول ومستثمر رئيسي في مجالات البناء والعقارات والصحة والطاقة والبتروكيماويات، خاصة في تركيا وروسيا وهولندا، وفي منطقة جغرافية واسعة تغطي آسيا الوسطى وأوروبا والشرق الأوسط وأفريقيا ، مع أكثر من 75 ألف موظف في 28 دولة.
اليوم ، تقوم شركة Rönesans Holding ببناء مرافق للصناعات الثقيلة ، ومشاريع البنية التحتية، ومرافق الصناعة التحويلية، ومرافق الإنتاج الكيميائي والصيدلاني، ومرافق تجهيز الأغذية والمشروبات، ومصانع السيارات والآلات، والمباني الحكومية، والمجمعات الصحية ومحطات الطاقة، وكذلك مراكز التسوق والمكاتب، الفنادق والمساكن والهياكل المختلطة.
كعضو في مجلس أمناء مؤسسة Rönesans Education REV، التي تأسست في عام 2009، احتل المرتبة الثالثة في قائمة «سخاء رجال الأعمال» لمجلة Capital في عام 2019 بالتبرعات التي قدمها. حتى الآن، تم منح أكثر من الآلاف من المنح الدراسية غير القابلة للسداد للطلاب من خلال برنامج REV للمنح الدراسية، الذي يركز على التعليم والشباب. تم تأسيس TED Rönesans Koleji بواسطة Rönesans Holding و Rönesans Education REV بالتعاون مع جمعية التعليم التركية (TED) في عام 2014. 

## الثروة
احتل إيرمان المرتبة الأولى في قائمة Forbes Turkey "100 Wealthiest Turks" في عام 2019 بثروة تبلغ 3.8 مليار دولار.
ويحتل إيرمان المرتبة 546 في قائمة أغنى الناس في العالم.